# 大山崎油座
大山崎油座（おおやまざき あぶらざ）は、日本の鎌倉時代前期頃から戦国時代末期にかけて、京都の南西にある大山崎郷一帯（現在の京都府乙訓郡大山崎町および大阪府三島郡島本町）を本拠に、荏胡麻から採ったエゴマ油を広範囲に渡って独占販売した特権商人から構成された座である。座の構成員は主として離宮八幡宮の神人であり、石清水八幡宮内殿への灯油貢納を本務とした。幕府や朝廷の庇護を受け、原料の仕入れから製油・販売に至るまで独占的な特権を得て、塩や染料・麹など油以外の商品も扱った。その販売対象地域は畿内を中心に広範囲に及び、筑前国博多筥崎宮の油座や大和国符坂油座などをしのぐ、中世日本最大規模の油座であった。

## 荏胡麻油と大山崎神人

### 寺社の油需要

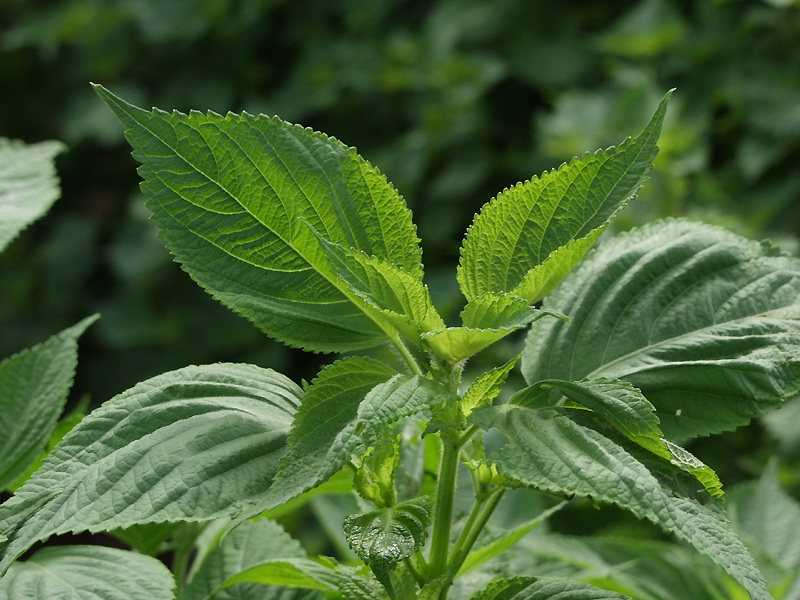
荏胡麻（エゴマ）

中世日本において油は、主として照明用の灯油として用いられ、その他に雨具の塗油や食用などの用途があったが、主用途としての灯油の最大の需用は寺社の灯明用にあった。古代以来、寺社領としての封戸からの納入品や、荘園からの年貢という形で灯油を徴収していたが、やがて需要が高まるにつれ、十分な量を確保する必要性から、支配下の寄人・神人らに製造・仕入れをさせることで、安定的な調達を確保するようになる。このような経緯から、大寺社に所属する寄人・神人から構成される油座が、平安時代後期から各地に出現するようになった。この時期に成立したものでは、醍醐寺三宝院や博多筥崎八幡宮の油座が有名である。
油の原料としては、荏胡麻、胡麻、海石榴（ツバキ）、魚脂などがあったが、なかでも荏胡麻が主要原料であった。荏胡麻は古代には主に食用として用いられることが多かったが、種子から油を取る方法が開発されたのに伴い、製油を目的に栽培されるようになったものである。なお中世後期から近世にかけて油の原料として新たにゴマ、綿実、菜種などが加わり、油そのものの用途も多様化していく。

### 大山崎の八幡宮神人

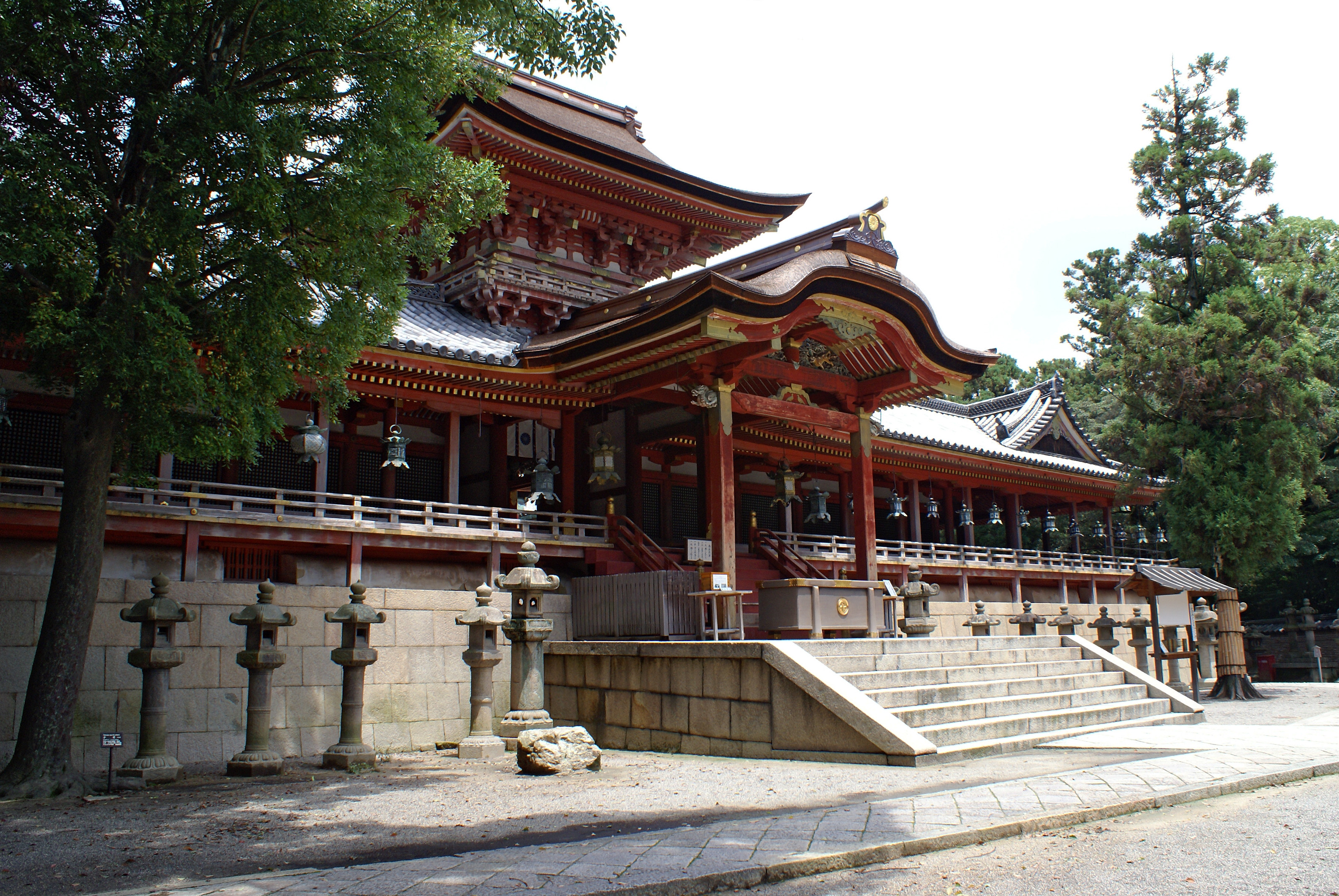
石清水八幡宮 本殿

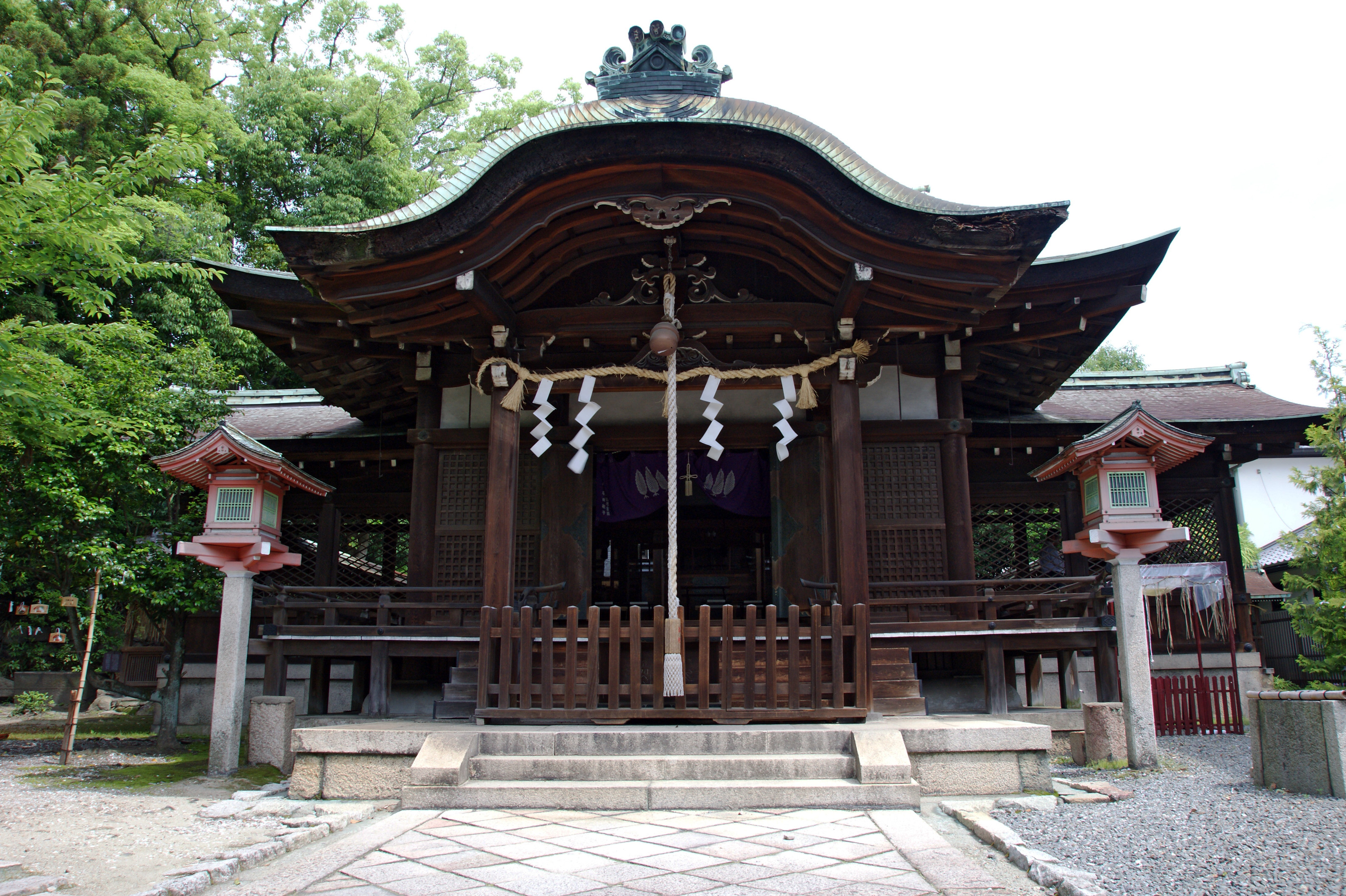
離宮八幡宮 本社拝所

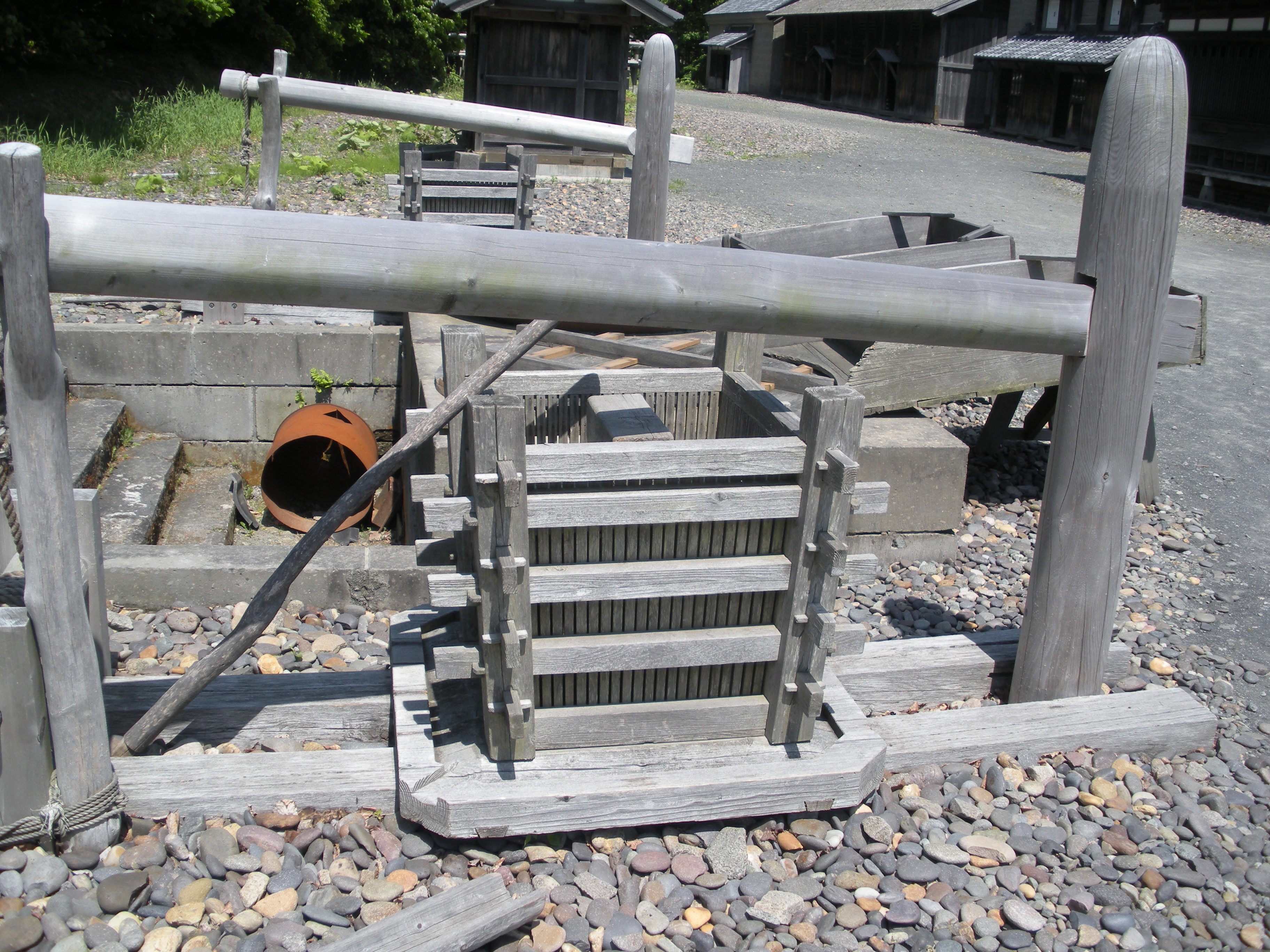
戦前の北海道で、鰊油、鰊粕製造に使われていた圧搾機。エゴマ絞りの圧搾機も、これと似た形式だった。

大山崎の神人たちは、大山崎郷の西国街道沿い十一保を本拠地として離宮八幡宮に所属する一方、本社である石清水八幡宮（男山八幡）の内殿灯油の貢進を行っていた神人たちであるとされる。
大山崎の地は、白雉4年（653年）に孝徳天皇が山崎宮を造営させ、神亀2年（725年）には行基が山崎橋を造るなど、古くから景勝地としても知られていたが、平安京造営後は都のすぐ南西にあたり、山城と摂津の国境の地であり、また淀川水系の桂川と宇治川、木津川の合流地点という水陸交通の要衝であるため、平安京の外港としても栄えた地であった。桓武天皇や嵯峨天皇は行幸の際に行宮としてたびたび立ち寄っており、山崎離宮とも呼ばれた（唐風文化を好む嵯峨天皇は河陽宮と呼んだ）。大山崎の地に鎮座する離宮八幡宮の起源は、清和天皇代の天安3年（859年、貞観元年）に宇佐八幡神を都の近くへ勧請した際、いったん大山崎の嵯峨天皇離宮に上陸し、のちに男山に遷座したことによるという。この故事にちなみ、毎年4月3日に行われた神事「日使頭祭（ひのとさい）」に際して、頭役として勤仕して神人の身分を獲得したのが大山崎神人とされる。
しかし小西瑞恵によれば、以上のような離宮八幡宮の縁起は不明な点が多いこと、大山崎に少なくとも10世紀末まで離宮が存在したこと、『離宮八幡宮文書』に残された文書が、鎌倉時代の2通を除きほとんど14世紀以降のものであることなどから、離宮八幡宮が石清水八幡宮と同時に成立したとは考えられず、八幡宮社としての成立はかなり年代が下るとの説を提唱した。脇田晴子も、離宮八幡宮には中世から現代に至るまで氏子集団・組織が存在せず、また中世において明確な所領を持っていなかったことを明らかにした。離宮八幡宮の名称も縁起類を除けば細川政元書状に見える文明年間（1469年 - 1487年）のものが初見であり、離宮八幡宮は南北朝時代から室町時代初め頃に成立したとみる説が有力となっている。そのため、それ以前の史料中に「大山崎八幡宮神人」とある場合、離宮八幡宮神人ではなく、石清水八幡宮神人を意味する可能性が高い。
大山崎に古くから油絞りに携わる者がいたことは、平安時代末期に成立した『信貴山縁起絵巻』飛倉巻に、山崎長者の家に油締木や荏胡麻を煎るための竈・釜が描かれていることからも明らかである。また鎌倉時代初期には小倉百人一首で有名な歌人藤原定家が「山崎油売小屋」の家に泊まったことが日記『明月記』に残されている。伝承によれば、大山崎の社司が長木（ちょうぎ）というテコの原理を利用した圧搾機による搾油法を開発したといい、また油の原料となる荏胡麻の栽培も始めたという。この油は石清水八幡宮を初めとする京都寺社の灯明として利用されたほか、朝廷穀倉院にも献納された（後述）。こうしたことを通じて大山崎灯油は京都市場で優位に立ち、洛内に多く存在した神社仏閣に販売されることになっていく。このように油の大消費地である京都に隣接していることもまた大山崎油座が拡大した原因であった。

## 特権獲得の歴史
大山崎の神人がいつ頃から油の商いに携わっていたのかは定かではないが、平安時代末期から鎌倉時代初期にかけての時期と思われる。ただし後述の通行料免除特権の要求文書の存在により、13世紀前半には大山崎油座が活動を始めていたことは確かである。
中世に発達した座は、そもそも排他的・独占的に商いを行う組織であるが、大山崎の神人も仕入れ・製造・流通販売などの各過程において朝廷・幕府から独占的に獲得した様々な権益を駆使し、他の商人を排除していった。特に諸関の通行料免除の特権は原料の輸送と油の販売上、非常に重要な特権であり、鎌倉時代に獲得して以来、南北朝時代以降はその特権を拡大し、畿内における油専売権を確立。他の商人を駆逐していった。

### 幕府・朝廷の保護
『離宮八幡宮文書』中の最古の文書である貞応元年（1222年）12月付美濃国司留守所下文によれば、大山崎神人は「油已下雑物」交易のために美濃不破関を通るための過書を得ていた。同月17日には六波羅探題からも下知状が出ており、この頃には公武ともに石清水社からの要求を受けて、大山崎神人の不破関自由通行を認めていたことが窺える。
鎌倉時代の後期になると、弘安2年（1279年）には『花園天皇宸記』に京都塩小路・油小路辺に八幡油神人が居住しているという記載があり、大山崎神人の京都への本格進出を物語っている（京都在住神人は後に「大山崎住京神人」と呼ばれることとなる。後述）。室町時代には京都における独占販売に対する見返りからか、大山崎油座から朝廷の穀倉院へも油一斗あまりが納入されるなど、朝廷との結びつきが窺える。また正和3年（1314年）には六波羅探題により荏胡麻運送に関して淀・川尻・神崎・渡辺・兵庫など畿内の津料が免ぜられているなど、さらに特権が強化された。

### 権益獲得の理由
大山崎油座が他の油商人に優越する特権を得たことの背景には、彼らが離宮八幡宮・石清水八幡宮の神事に携わった神人であるという特殊な立場があった。石清水八幡宮は都の南西すなわち裏鬼門にあたり、鬼門（北東）の比叡山延暦寺とともに王城の守護神として皇室・貴族から篤い崇敬を受けているとともに、源氏・足利氏の氏神として、武士からも八幡神信仰を受けたため、朝廷・幕府から特別な存在として認識されていた。
ただし彼らが権益を拡大したのは、必ずしも公武による八幡宮への崇敬心からのみではなく、神人らの積極的な行動があった。すなわち神威による実力行使「嗷訴（強訴）」である。中世において南都北嶺の僧兵・神人らは（興福寺の場合は春日大社の神木、比叡山の場合は日吉神社の神輿）、しばしば堂々と洛中に神輿を担ぎ出すことで公然と「神威」をかざし、その上で数々の無理な要求を行った。要求が受け入れられない場合は、神輿を御所や六波羅探題前に放置し、その政治機能を停滞させるという強引な手段である。
大山崎の神人たちも南都北嶺の僧兵らと同様、上記のような諸権益が侵害されたり、あるいは新たな特権を拡大要求する際には、石清水八幡宮の神輿を持ち出して入洛し、神威をかざして朝廷・幕府に圧力をかける嗷訴（「神訴」と呼ばれる）に及ぶことがたびたびあった。初見は弘安2年（1279年）に日野資宣の日記に記載されている、大山崎神人が八幡神輿を盗み出して入洛した件で、その後時代が下るにつれ頻発するようになる。また強訴のほかに閉籠（抗議のために引き籠もること）という手段も採られた。これは重要な祭礼である「石清水放生会」の延滞を質にとった神訴といえる。室町時代に幕府が大山崎神人に与えた安堵状・裁許状は7月から9月にかけてのものが非常に多く、特に8月に集中しており、勅祭であった毎年8月15日の石清水放生会前後を狙って強訴・閉籠を起こし、無条件かつ強引に勝訴判決を得ていたことが窺える。石清水放生会に支障を来すことは八幡宮を崇敬する朝廷・幕府にとって避けなければならない事態であった。この弱みを知る大山崎神人が様々な要求を朝廷・幕府に飲ませ、特権を拡大してきたのである。

### 原料（荏胡麻）仕入れ特権
大山崎の神人は油の主原料となる荏胡麻の買い入れに、近江・尾張・美濃・伊勢・河内・摂津・播磨・備前・阿波・伊予など、広範囲な地域に出向いた。数十駄に及ぶ隊商を組み、また「山崎胡麻船」と呼ばれる海運をも利用して西日本各地に赴いて仕入れに奔走していた形跡が見られる。上記地域の荏胡麻購入に関して大山崎は独占的・優先的権利を認められていた。東大寺領摂津国兵庫北関（現兵庫県神戸市）の文安2年（1445年）における入港状況を記録した『兵庫北関入船納帳』によれば、同年だけで山崎胡麻船が実に31回も兵庫に入港しており、その荏胡麻積載量の合計は1600石を超えるなど、大山崎神人による荏胡麻購入の規模の大きさを物語っている。
これらの荏胡麻仕入れの権利は、幕府の下知状に従う各国守護によって保障された。また各地を往復した神人たちは、荏胡麻購入に限らず、京都と諸国との遠隔地取引にも従事した。永徳3年（1383年）には大山崎に塩市場の設置が認められ、附近の広瀬（現大阪府三島郡島本町）には大文字屋などの為替商（割符屋）も存在した。

### 製油販売に関する特権
大山崎油座神人は、荏胡麻の仕入れだけでなく、精製した油の販売においても広範囲に独占権を有していた。その範囲は大和国を除く畿内（山城・摂津・河内・和泉）と、丹波・丹後・若狭・近江・美濃・尾張・備中・備後・紀伊・伊予などに及ぶ。
弘長元年（1261年）8月には後嵯峨上皇の院宣により、大山崎神人による荏胡麻油等の専売権が保障されたという。これが大山崎神人にとって油販売特権を保障する根本証文となった。南北朝の混乱を経て、室町幕府成立後も引きつづき2代将軍足利義詮により大山崎の優位は保障された。

## 油座の繁栄

### 足利義満による庇護
石清水神官の娘（紀良子）を母に持つ3代将軍足利義満の時代になると、さらに大山崎と幕府との癒着が促進する。新儀交易の油商売を停止し「油木」を破却させる旨の御教書を得て、大山崎油座は諸国商人の営業権を駆逐しはじめた。摂津や播磨の油商人の中には抵抗して争う者もあったが（後述）、義満はあくまで大山崎を優遇し、嘉慶2年（1388年）には住吉大社の油神人を称する新儀商売の停止を訴える大山崎の訴えを聞き、さらに応永3年（1396年）にも摂津住吉・遠里小野、摂津天王寺・木村の散在土民が行っていた「非分油商買」を停止させるように訴えた大山崎の言い分を丸呑みしている。さらに翌年には大山崎神人の公事と土倉役が幕府から免除されるなど優遇策に恵まれ、南北朝時代から室町時代前期にかけてのこの時期、大山崎油座は絶頂期を迎えた。

### 散在神人の活躍
中世商人の標準的な販売形態は小売であったが、大山崎油座は各地への卸売をしていた形跡が見られる。大山崎で製油された後、各地に散在する「八幡宮神人」に流通・販売したものである。
大山崎油座が幕府の優遇を受ける中で、諸国商人の中には大山崎神人の支配下に入って商売を行う者もおり、また特権を利用して大山崎から各地に赴任して仕入れや商売を行う神人も現れたことで、畿内のみならず広範囲に「大山崎神人」が散在することになった。京都内には前述のように「大山崎住京神人」と称する神人が早くも鎌倉時代から現れ始めている。鎌倉時代末期から南北朝の混乱期には記録がないため詳細は不明であるが、貞治2年（1363年）にはその存在が知られ、油の専売権を行使して他商人を駆逐しただけではなく、紺紫や酒麹などの販売にも従事するなど、各地に散在した大山崎神人の中でも最も重要な存在であった。
また近江では「大山崎方近江国神人」などと称し、新加神人として、日使頭役を務めたり、500貫程度の貢納物を納めるなどの負担と引き替えに、当地での営業を認められる例もあった。これら散在神人に対して本家大山崎の神人は「本所神人」と称し、本所神人が各地に下向した時には、荏胡麻購入優先権・諸関料の免除などの特権を行使した。これらは幕府の下知状に従う各国守護によって保障された。

## 斜陽の時代

### 競合する油座
大山崎油座は幕府の庇護下において大いに発展したが、畿内で活躍した油座は大山崎に限らなかった。鎌倉時代から、大和国では興福寺一乗院の油寄人と、大乗院油寄人から成る符坂油座があったが、やがて春日大社散在神人を兼ねた符坂油座が優勢となり、一乗院・東大寺のほか南都附近一帯の油の専売権を確立していた。また大和では他に矢木中買座（矢木座）も符坂座と激しい商圏争いをしていた。大山崎神人の商圏も大和にだけは及んでおらず、符坂油座が大和国内で他国商人の侵入を許さなかったことが窺える。
いっぽう摂津には天王寺近辺の木村（このむら、木野村とも）の農民達が結成した木村油座があり、符坂油座の独占の一角を崩して大乗院・春日若宮へ油を貢納していた。また天王寺や道祖小路（さいのこうじ）にも油商人が現れ、やがて大山崎の競争相手となっていく。荏胡麻から油を絞るという作業自体は特に難しい技術を必要とする産業ではなかったため、新規参入者が絶えることはなく、大山崎は幕府権力への癒着を深めることでこれらの商人を排除する方策を採った。

### 独占的地位からの後退
義満による優遇策で全盛期を迎えた後も、続く4代将軍足利義持の代以降に、応永21年（1414年）に大山崎神人の諸役が免除されており、文安元年（1444年）には大山崎神人が再び摂津天王寺や道祖小路、近江小脇・播磨中津河の散在商人の新儀油商売の非を訴え、康正3年（1457年）には大山崎神人の荏胡麻商売と問丸職が安堵されているなど、幕府との癒着は続くように見えた。
しかし、天台座主経験者という異様な経歴を持つ6代将軍足利義教は、寺社の宗教的権威による強引な訴訟という圧力を毛嫌いし、宝徳3年（1451年）に延暦寺が嗷訴を起こした際にもこれを棄却し、今後は確かな証拠に基づいて審理を行うと通告するなど、将軍権力の独裁化を進めて宗教的権威に屈しない姿勢を見せ始めた。続く8代足利義政も興福寺・東大寺など南都七寺が幕府の裁許遅延に抗議して閉門嗷訴した際にこれを全く無視するなど、神威が効果を持たない時代に突入しつつあった。やがて寺社勢力も神仏の威に頼らず武力を持つようになる。応仁の乱前後から、幕府文書の宛先に「大山崎神人中」と並んで「大山崎諸侍中」が登場してくるのである。しかし神威の誇示という問答無用の手段で権益を拡大していた集団が、武力を頼る存在になったことは、各地に平凡にみられた国人や地侍らと変わらぬ存在に移行することも意味した。実際、応仁・文明の乱に際しては大山崎の侍は積極的に東軍に加担し、赤松政則や畠山政長などから感状を受けるなど、守護権力どうしの争いに自ら巻き込まれていったのである。

### 大山崎油座の衰退
応仁の乱の勃発により京都で大戦が起きると、隣接する大山崎の地にも戦火が及んだ。上記のごとく東軍として参戦する侍がいた一方、製油に携わる神人たちは逃散する事態となった。文明3年（1471年）には西軍総大将山名宗全が山崎天王山に山城を築いて、淀・鳥羽・八幡の通行を抑制し、翌年8月には畠山勢がこれに夜襲を敢行するなど、本格的戦闘に巻き込まれ、荒廃していった。逃散した神人たちは乱の収束に伴って大山崎に戻りはじめ、製油・油商売も再開するが、従前とくらべ頽勢は明らかであった。また、石清水放生会が応仁の乱前後から停止されたことも（約200年後の江戸時代延宝7年（1679年）に復活）、神威による強訴という手段を多用してきた大山崎神人にとって影響力を低下させる一因となった。
戦国時代に入って守護の在京原則が崩壊し、各地で割拠する戦国大名が出現すると、自国商人保護政策や楽座政策などの地域振興的な経済政策がとられるようになっていく。その結果、大山崎油座のような旧来の中世的な座のあり方は、これら戦国大名によって否定されるようになった。各地に存在した大山崎散在神人もやがて地域領主と結び、大山崎の本所神人との関係を絶つ者が現れるようになった。
地方都市の発達による新儀自由商人の勃興により、大山崎油座の商圏は浸食されていった。すでに応仁の乱後には大山崎で油を購入することなく、自ら生産販売する商人が出現しており荏胡麻の仕入れにも困難を来すようになっていた。16世紀に入る頃には、大山崎の独占販売権も崩壊・有名無実化していったため、新興商人による油の流通・販売を認める代わりに「油場銭」と呼ばれる一種の通行税を徴収するという妥協策を採用せざるを得なくなっていく。

### 晩期の大山崎油座
16世紀に入っても大山崎油座の権益を守る幕府の姿勢は表向きは維持され、文亀2年（1502年）油座には従来通り関銭・津料の免除が保障され、他商人の油取引を停止する禁令などもたびたび出されている。しかし京都で争乱が常態化し、将軍・管領さえも在京しない時代となると、これら幕府の通達も実効性を伴わないものとなっていた。天文17年（1548年）にも13代将軍足利義輝、永禄11年（1568年）には15代将軍足利義昭による関銭津料諸役免除の安堵状が出されているが、すでにこれらにより大山崎が他の商人に優越する地位を強化することは不可能であった。永禄12年（1569年）には幕府から油場銭を徹底させつつも、警固の網を抜けて京都へ流入する油の存在を認めた文書があり、京都油市場の混乱を物語っている。
幕府の衰退にもかかわらず、こうした度重なる新儀商人の排除要求や大山崎の特権保障要求が出されたことは、大山崎油座が独占していた広域灯油市場が、じわじわと新儀商人に蚕食されていったことを雄弁に物語っている。その傾向は他商人排斥の対象範囲が、次第に京都周辺に限られてくることからも明らかである。これは大山崎油座が結局他商人の根絶に失敗し、その擡頭の前に屈したことを意味する。京都市場すら死守できなくなった大山崎油座は油場銭を徴収する代わりに他商人が製造した油の京都搬入を認めるなど、現状追認の弥縫策で凌ぐようになっていった。こうした16世紀の大山崎神人の活動は、その特権を保障してくれていた朝廷・幕府の衰微と軌を一にして、荏胡麻油の仕入れ・製造・販売を一手に担う総合的商人から、単なる徴税権利者に没落していく過程であった。

## 大山崎油座の終焉

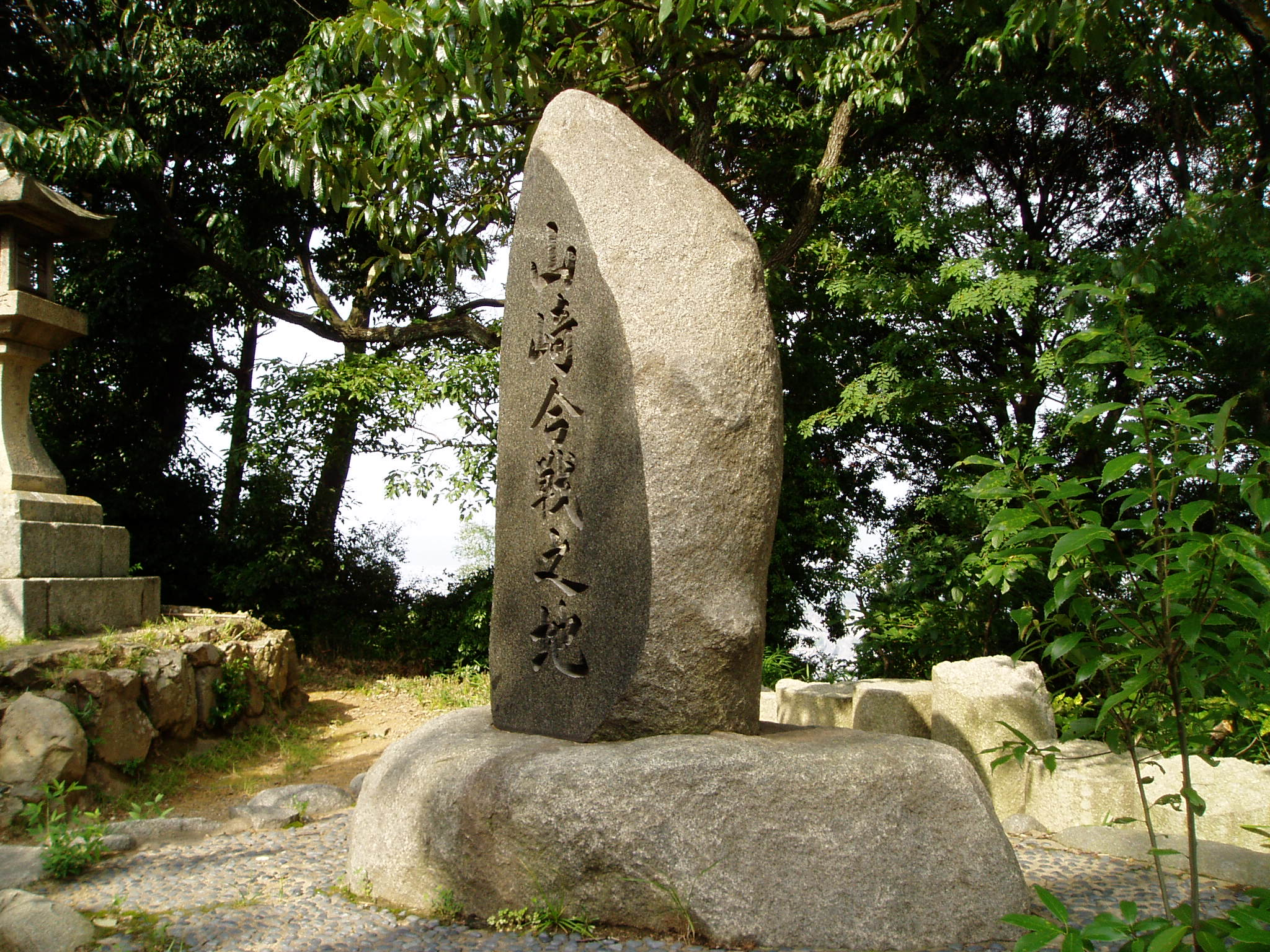
山崎合戦の地 石碑

尾張・美濃の戦国大名であった織田信長が上洛を遂げ、室町幕府を崩壊させたことで、幕府の禁令に依存していた大山崎の優位もまた消滅する。また信長による楽市楽座政策は、まさに大山崎油座のような既得権益に安座していた旧商人の地位を崩壊させるのが目的であった。信長時代に大山崎の頽勢は決定的となった。その後信長は天正10年（1582年）本能寺の変で死去。大山崎は信長を殺害した明智光秀と亡君の仇討ちを期する羽柴秀吉が激突した山崎・天王山の戦いにて再び戦場となるが、勝者となった羽柴秀吉は即座に油座を保護した。秀吉は山崎に城を築き、大坂城を新設するまで山崎城を本拠としたこともあり、以前の信長の方針を覆して油座の優位を認めるなどの保護策をとった。しかし、秀吉による方針転換でも衰退の傾向に歯止めがかかることはなく、大山崎油座は天正12年（1584年）11月18日付の前田玄以奉書を最後として文書上では存在が確認できなくなる。
結局豊臣政権で中世的な座は解体され、江戸時代にも江戸・大坂をはじめ幕府の主要直轄地で座の結成が禁止されるなど、座の制度は近世に入って完全に崩壊し、それとともに大山崎油座の歴史も終焉した。なおこの間、慶長6年（1601年）徳川家康が下した判物により、大山崎は石清水ではなく離宮八幡宮の神領として正式に認められている。

## その後の大山崎と離宮八幡宮

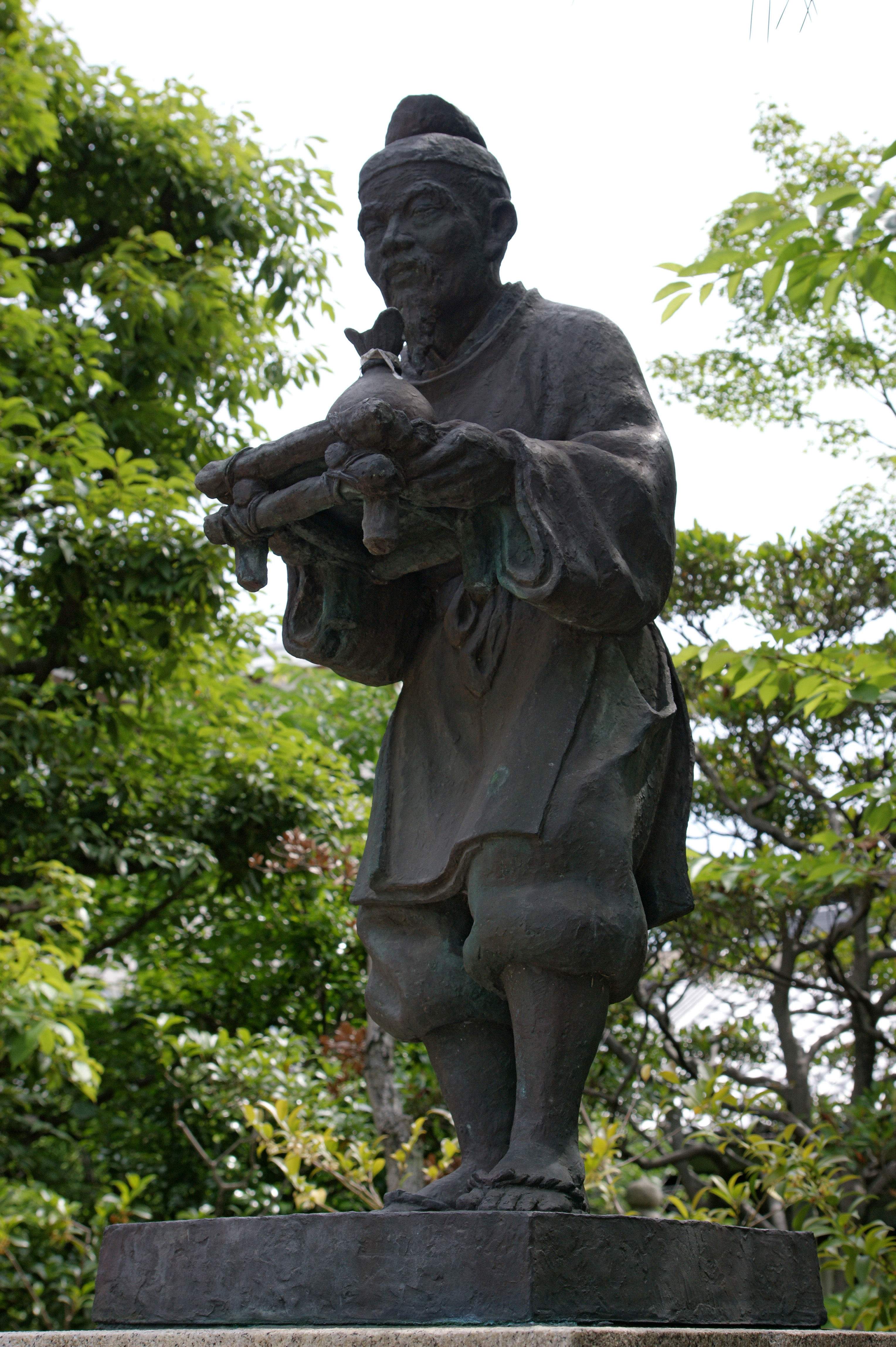
油祖像

かつて荏胡麻油で市場を席捲した大山崎油座の崩壊と連動するかのように、近世に入ると菜種油が主流となり、荏胡麻からの搾油も次第に行われなくなっていった。しかし、大山崎が製油の中心地としての地位を失った後も、離宮八幡宮は油売買の守護神として全国の商人から崇敬され、毎年12月には油商人が山崎に集まり、「判紙の会」という儀式が行われていたという。とはいえ、前述の如く氏子組織もなかったため、離宮八幡宮は衰微に傾く一方であり、江戸時代を通じて次第に日使頭祭は行われなくなっていき、明治維新後には完全に断絶した。
このような窮状を見かねた東京油問屋市場の呼びかけにより、昭和61年（1986年）に製油業界有志により「油祖離宮八幡宮崇敬会」が設立され、日清製油（現日清オイリオ）会長坂口幸雄が代表発起人に就任。翌年には日使頭祭を復活させ、以後毎年4月3日に行われるようになった。現在の離宮八幡宮には、本邦製油発祥地碑・油祖像・全国油脂販売店標識など、製油業にまつわるモニュメントが多く設けられ、毎年9月15日に開催される秋の例大祭も「油座まつり」と呼ばれている。